# Chistorra

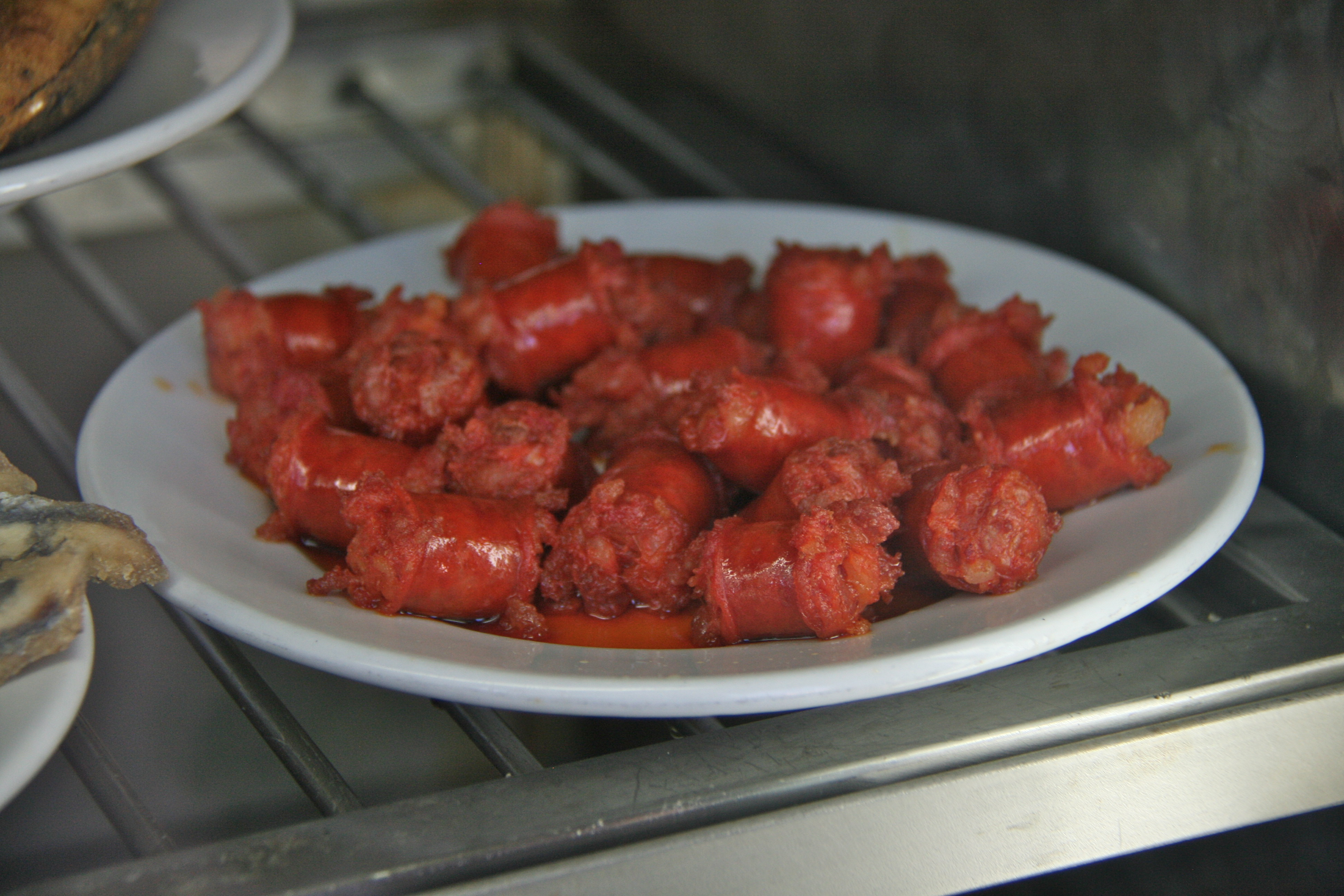
Prato de chistorra frita

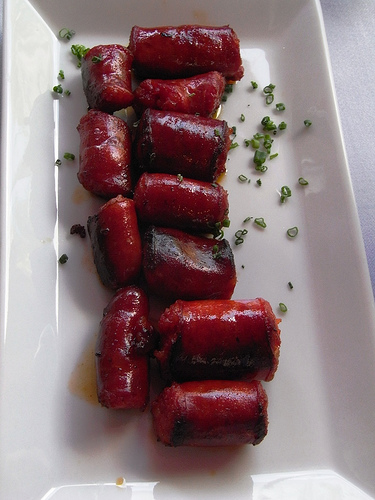
Prato de chistorra frita em Navarra

A chistorra (em castelhano) ou txistorra (em basco; linguiça) é um tipo de enchido de origem basco-navarra elaborado com carne picada fresca de porco ou, por vezes, uma mistura de porco e vaca, e bastante gordura (que pode oscilar entre 70% e 80%, dependendo da categoria), a que se junta alho, sal, pimentão e ervas aromáticas (geralmente salsa). O pimentão dá à chistorra a sua cor vermelha característica. Normalmente come-se assada ou frita.

## Características
A chistorra é um enchido curado durante muito pouco tempo — apenas se mantém durante 24 horas entre os 2 °C e os 8 °C. A tripa (invólucro) pode ser natural ou de plástico. O produto cura é usualmente mais delgado que um chouriço, não ultrapassando o  diâmetro os 25 mm; o comprimento máximo é geralmente 40 cm, embora em alguns casos possa chegar a um metro. Tradicionalmente era elaborada com os restos menos agradáveis da matança, que em Guipúscoa, talvez por razões climáticas, se realizava antes da chegada do inverno. Em algumas localidades, como Lodosa, é denominada birika (pulmão em basco), pois o ingrediente principal eram os pulmões do porco. Em alguns locais da província de Leão é produzida a "chistorra de Leão", elaborada com maiores quantidades de carne de bovino. Atualmente vende-se fresca, mas cada vez mais se encontra embalada em vácuo em qualquer supermercado espanhol.

## Fabrico
As carnes são picadas, juntam-se os condimentos e amassa-se bem. Após isso, deixa-se repousar durante 24 horas em câmara frigorífica. Seguidamente é enfiada em tripa (de ovelha, se for natural) e fica a arejar durante uma hora à temperatura ambiente. Segue-se a secagem, feita a 12 °C e com cerca de 76% de humidade relativa. O tempo de secagem costuma ser curto, de dois dias a três dias, pois o produto, apesar de curado, consome-se bastante fresco e quase sempre frito. No mercado espanhol estão disponíveis preparados para condimentar todo o tipo de enchidos, os quais têm instruções quanto à forma de serem utilizados e possibilitam a preparação de enchidos caseiros com bons resultados.

## Preparação e consumo
A chistorra é geralmente consumida frita ou assada, acompanhada de outros pratos. Um dos combinados mais populares é um prato com ovo estrelado e batatas fritas (huevos rotos con chistorra y patata). Usualmente frita-se inteira, mas é servida em pequenos pedaços, como um pincho ou tapa (petisco), acompanhada com cerveja ou vinho, geralmente chacolí (txakoli, um vinho branco ligeiramente ácido típico do norte de Espanha). É também usado em sanduíches, recheio de croissants ou como acompanhamento ou recheio de tortilha de batata.
No dia de São Tomás, 21 de dezembro, muito celebrado no País Basco, em todas as localidades se podem encontrar barracas de produtos artesanais, entre os quais se destacam, por ser a comida típica do dia, o talo (um prato típico basco e navarro feito à base de farinha de milho), a chistorra e a sidra a acompanhar.